# OTP Oulu
Ne pas confondre avec l'OPS Oulu et l'AC Oulu, d'autres clubs de la ville d'Oulu
Maillots
L'OTP Oulu est un club finlandais de football basé à Oulu. Participant à quinze saisons de première division sans remporter de titre, il évolue depuis dans les divisions inférieures du football national. Instable en championnat (jamais plus de cinq saisons d'affilée sans relégation), il atteint à trois reprises la finale de la Coupe de Finlande.

## Historique
- 1946 : Fondation du club[1].
- 1966 : Première apparition du club au niveau national. Il participe à la Mestaruussarja, le championnat de première division. La découverte du haut niveau est compliquée avec une dernière place, synonyme de retour en D2.
- 1971 : L'extension du championnat de 14 à 16 équipes permet au club de remonter parmi l'élite. Une nouvelle fois, le club n'effectue qu'un passage d'une saison en D1. Il parvient néanmoins à remonter la saison suivante.
- 1973 : Le club réussit son meilleur résultat en championnat, avec une 5e place au classement final.
- 1974 : Première finale de Coupe de Finlande, perdue face au Reipas Lahti, double tenant du titre.
- 1987-1988 : L'OTP joue deux saisons consécutives la finale de la Coupe. En 1987, alors en deuxième division, il doit s'incliner face au Kuusysi Lahti à l'issue d'une rencontre spectaculaire (défaite 5-4). L'année suivante, c'est le Haka Valkeakoski qui s'impose.
- 1992 : L'OTP fusionne avec un autre club de la ville, l'OLS Oulu, pour former le FC Oulu. Cette nouvelle entité ne participe qu'à une seule saison du championnat puisqu'elle est reléguée, à l'issue d'un barrage de promotion-relégation, en deuxième division. C'est la dernière apparition du club au plus haut niveau.
- 1995 : La fusion prend fin et l'OTP reprend son existence propre. Il évolue depuis dans les divisions inférieures finlandaises.